# SPYAIR LIVE at 武道館 2012
『SPYAIR LIVE at 武道館 2012』（スパイエアー・ライブ・アット・ぶどうかん・にせんじゅうに）は、SPYAIRの4作目の映像作品。2013年3月13日にSony Music Associated Recordsからリリースされた。

## 概要
前作『SPYAIR LIVE at 野音「Just Like This 2011」』より約1年ぶりのリリース。2枚組のDVDとなっており、2012年12月18日に、日本武道館で行われたライヴの映像とライヴ当日のドキュメント映像が収録されている。このライヴを持ってENZEL☆は脱退したため、本作がENZEL☆の出演する最後の作品となる。
MUSIC ON! TVでは、このライヴ映像を一部放送した。また、同年2月24日に全国5箇所の劇場で行われた、『SPYAIR LIVE at 映画館 2013〜武道館！見とかなアカン！〜』では、このライヴ映像を先行上映している。
彼らの10thシングル『サクラミツツキ』と同時リリースである。

## 収録映像

### DISC 1
1. 0 GAME
  - 7thシングル表題曲
2. Last Moment
  - 2ndシングル表題曲
3. Rock'n Roll
  - 7thシングルc/w曲
4. WENDY 〜It's You〜
  - 9thシングル表題曲
5. LIAR
  - 1stシングル表題曲
6. STRONG
  - 1stアルバム収録曲
7. Guitar Solo
UZによるソロ。
8. U&I
  - 2ndアルバム収録曲
9. My World
  - 6thシングル表題曲
10. Little Summer
  - 2ndアルバム収録曲
11. My Friend
  - 1stアルバム収録曲

アコースティックバージョン。
12. BEAUTIFUL DAYS
  - 5thシングル表題曲
13. Bass Solo, Drum Solo
MOMIKENとKENTAによるソロ。途中でENZEL☆も登場する。
14. Crazy
  - 4thシングルc/w曲
15. Break Myself
  - 2ndアルバム収録曲
16. ROCK THIS WAY
  - SEAMOとのコラボレーション・シングル表題曲

実際にSEAMOがゲスト出演し、一緒に歌った。
17. OVER
  - インディーズ自主製作アルバム『alive』収録曲
18. ジャパニケーション
  - 3rdシングル表題曲
19. Naked
  - 8thシングル表題曲
20. Raise Your Hands
  - 2ndアルバム収録曲

#### アンコール
1. I want a place
  - 2ndアルバム収録曲
2. サムライハート (Some Like It Hot!!)
  - 4thシングル表題曲
3. SINGING
  - 1stシングルc/w曲
4. ENDROLL
BGMは、「My Friend」である。

### DISC 2
1. DOCUMENT